# Bedford (Kanada)
Bedford (do 1856 Fort Sackville) – miejscowość (urban community; 1980–1996 miasto) w kanadyjskiej prowincji Nowa Szkocja, w hrabstwie Halifax.
Miejscowość, będąca pierwotnie fortem, założonym w 1749 w celu nadzoru nad lądowym szlakiem z Halifaksu do Annapolis Royal, pierwotnie nosiła miano Fort Sackville (na cześć George'a Sackville'a Germaina, 1. wicehrabiego Sackville), a od 1856 nosi nazwę współcześnie używaną (przejętą od zatoki Bedford Basin, nad którą leży), w 1980 otrzymała ona status miasta (town), którego została pozbawiona w 1996 w wyniku powstania regional municipality Halifax.
Według spisu powszechnego z 1996 obszar miasta (town) to: 39,79 km², a zamieszkiwało wówczas ten obszar 13 638 osób.